# E34 (trasa europejska)
E34 – trasa europejska łącznikowa, biegnąca przez Belgię, Holandię i północno-zachodnie Niemcy. Długość trasy wynosi 489 km.

## Stary system numeracji
Do 1985 obowiązywał poprzedni system numeracji, według którego oznaczenie E34 dotyczyło trasy: Cannock — Shrewsbury — Corwen — Holyhead. Arteria E34 była wtedy zaliczana do kategorii „B”, w której znajdowały się trasy europejskie będące odgałęzieniami oraz łącznikami.

### Drogi w ciągu dawnej E34
Lista dróg opracowana na podstawie materiału źródłowego
| Wielka Brytania | droga nr 5: Cannock – Shrewsbury – Corwen – Holyhead |